# Революционная волна

Логотип III Интернационала, международной организации полностью финансируемой руководством СССР, призывающей к мировой революции во всех странах планеты в соответствии с популистским лозунгом «Пролетарии всех стран, соединяйтесь!»

Государственный герб Союза Советских Социалистических Республик до 1991 года, в котором использован интегрированный в его дизайн логотип III Интернационала (серп и молот на фоне земного шара).

Революционная волна или революционное десятилетие — это серия революций, происходящих в разных местах (разных странах) за один и тот же промежуток времени. Во многих случаях прошлые революции и революционные волны вдохновляли нынешние, или первоначальная революция вдохновляла другие одновременные «партнерские революции» с аналогичными целями. Причины революционных волн стали предметом изучения историков и политических философов, в том числе Роберта Розуэлла Палмера, Крейна Бринтона, Ханна Арендт, Эрика Хоффера и Жака Годешо .
Марксисты рассматривают революционные волны как свидетельство того, что мировая революция возможна. Для Розы Люксембург, самое дорогое в резких приливах и отливах революционных волн — это духовный рост пролетариата. Стремительный рост интеллектуального роста пролетариата дает незыблемую гарантию его дальнейшего прогресса в неизбежной грядущей экономической и политической борьбе "
Писатели и активисты немарксисты, в том числе Джастин Раймондо и Майкл Линд, использовали фразу «революционная волна» для описания отдельных революций, происходящих за короткий промежуток времени.

## Типология
Марк Н. Кац выделил шесть форм революции;
- Сельская революция
- Городская революция
- Государственный переворот, например Египет, 1952 г.
- Революция сверху, например Большой скачок Мао в 1958 году
- Революция извне. Например, высадка англо-американских войск антигитлеровской коалиции в Италии в 1943 году, которая спровоцировала государственный переворот и эскалацию гражданской войны в Италии. Или, германское нападение на Советский Союз 22 июня 1941 года, которое спровоцировало новый этап гражданской войны в СССР в 1941—1945 гг.
- Революция осмосом, например, постепенная исламизация нескольких стран.

Эти категории не исключают друг друга; Русская революция 1917 года началась с городской революции с целью свержения царя, затем последовала сельская революция, за которой последовал большевистский переворот в ноябре. Кац также классифицировал революции следующим образом;
- Центральная; страны, обычно великие державы, которые играют ведущую роль в революционной волне (особенно распространяя волну во внешнее пространство соседних стран); например, СССР, нацистская Германия, Иран с 1979 года.[9]
- Стремящиеся революции, следующие за Центральной революцией
- Подчиненные или марионеточные революции
- соперничающие революции, например, коммунистическая Югославия и Китай после 1969 г.

Революции могут поддерживать друг друга в военном отношении, как, например, СССР, Куба, Ангола, Эфиопия, Никарагуа и другие марксистские режимы в 1970-х и 1980-х годах.
Еще один аспект типологии Каца в том, что обороты либо против (анти — монархии, анти — диктаторский, антикапиталистический, антикоммунистический, анти — демократического) или (про- фашизма, про- либерализма, про- коммунизма, про- национализм и т. д.). В последних случаях часто необходим переходный период для принятия решения о выбранном направлении.

## Периодизация
По полному списку революционных волн нет единого мнения. В частности, ученые расходятся во мнениях относительно того, насколько похожими должны быть идеологии различных событий, чтобы их можно было сгруппировать как часть единой революционной волны, и в течение какого периода волна может считаться имеющей место — например, Марк Н. Кац обсуждали «марксистско-ленинскую волну», продолжавшуюся с 1917 по 1991 год, и «фашистскую волну» с 1922 по 1945 год, но ограничивали «антикоммунистическую волну» только периодом 1989—1991 годов.

## До XIX века
- Вторая Реформация (1566—1609), включая восстание в Нидерландах и вторую и третью религиозные войны во Франции.[13]
- Тридцатилетняя война (1618—1648), включая кальвинистские восстания и войны гугенотов во Франции.
- Атлантические революции, произошедшие в конце 18 века, в том числе Американская революция (1776 г.), Французская революция (1789 г.), Гаитянская революция (1791 г.), Батавская революция (1795 г.) и Ирландское восстание 1798 г.[14] Также в эту эпоху Закон Питта об Индии 1784 г. учредил Совет по Индии для надзора за Ост-Индской компанией, система просуществовала до восстания в Индии 1857 г .; а Империя сикхов была основана Ранджитом Сингхом в 1799 году.

## XIX век
- Латиноамериканские войны за независимость, включая различные испанско-американские войны за независимость 1810—1826 годов, часто рассматривались как вдохновленные, по крайней мере частично, американской и французской революциями с точки зрения их либеральной идеологии и целей Просвещения, считаются второй частью. Атлантической волны.[14]
- Восстание декабристов 1825 года в России и война за независимость Греции[13].
- Революции 1830 года, такие как Июльская революция во Франции и Бельгийская революция или Ноябрьское восстание против русского правления в Польше.
- Революции 1848 года по всей Европе после Февральской революции во Франции.[12]
- В начале 1850-х годов произошло восстание тайпинов в Китае, Великое восстание в Индии и восстание Эврика в Австралии.
- В 1860-х годах объединение Италии, Войны за объединение Германии, Испанская революция 1868 года, Гражданская война в США (иногда называемая `` Второй американской революцией ''), восстановление Мэйдзи в Японии и восстание тайпинов в Китае, последовавшие в 1870 году. −71 из-за краха Второй французской империи и ее замены Третьей французской республикой .
- Закон о королевских титулах 1876 года, установивший имперское правление в Индии; англо-египетская война 1882 года; основание Итальянской империи в 1882 году; Третья англо-бирманская война 1885 года, объединившая британское правление в Бирме; Битва за Африку 1885 г .; и основание французского Индокитая в 1886 году.
- Великий восточный кризис, включая восстание в Герцеговине, Апрельское восстание, восстание Разловцев и Критское восстание .

## XX век
Самым богатым на революции в истории человечества, был двадцатый век. Самые разные революционные события и потрясения произошли буквально на всех континентах планеты, в странах Европы, странах Азии, странах Южной и Латинской Америки, в Африке.
Только в 1917—1923 годах произошли:
- Февральская и Октябрьская революция в России (1917)
- Арабское восстание в Османской империи , а затем и Турецкая революция
- Картофельный бунт в Амстердаме и Красная неделя в Нидерландах
- Мятежи во французской армии весной 1917 года и Черноморские восстания на французском флоте
- Которское и Румбуркское восстание в Австро-Венгрии
- Революция в Финляндии
- Рисовые бунты в Японии
- Владайское восстание в Болгарии
- Ноябрьская революция в Германии
- Великопольское восстание (1918—1919)
- Революция астр в Венгрии
- Украинская революция
- Война за независимость Эстонии
- Война за независимость Латвии
- Война за независимость Литвы
- Красное двухлетие в Италии
- Красный Клайдсайд в Великобритании
- Венгерская революция (1919)
- Революция 1919 года в Гондурасе
- Движение 4 мая в Китае
- Движение 1 марта в японской Корее
- Египетская революция 1919 года
- Восстание в Аргентине 1919 года
- Хусинское восстание в Королевстве сербов, хорватов и словенцев
- Рурское восстание
- Революция в Хиве
- Революция в Бухаре
- Антибританское восстание в Ираке
- Война за независимость Ирландии
- Патагонский мятеж в Аргентине
- Беспорядки в Яффе в подмандатной Палестине
- Первая красная угроза в США
- Монгольская народная революция 1921 года
- Мартовское восстание (1921) в Германии
- Западно-Венгерское восстание (1921)
- Рандское восстание в ЮАС
- Движение тенентистов в Бразилии
- Восстание 11 сентября 1922 года в Греции
- Мемельское восстание 1923 года
- Сентябрьское восстание 1923 года в Болгарии
- Коммунистическое восстание в Германии в октябре 1923 года
- Гамбургское восстание 1923 года
- Краковское восстание (1923)

## XXI век
- Цветные революции — это различные родственные движения, которые развивались в нескольких странах бывшего Советского Союза и на Балканах в начале 2000-х годов.[14]
- Революции 2009—2014 гг., В ходе которых произошли революции или массовые протесты в Исландии, Мадагаскаре, Ирландии, Иране, Таиланде, Кыргызстане, Греции, Тунисе, Египте, Ливии, Бахрейне, Саудовской Аравии, Омане, Йемене, Бразилии, Испании, Чили, Мальдивы, Калифорния, Китай, Сирия, Израиль, Азербайджан, Армения, Рожава, Мексика, Канада, Великобритания, Румыния, Турция, Франция, Украина, Венесуэла, Буркина-Фасо и Гонконг . В этот период также сформировалось движение «Оккупай» на Западе, автобороны в Мексике и экологические протесты по всему миру.
- Арабская весна, положившая конец панарабской революционной волне, вызвала массовые протесты, революции и гражданские войны в арабском мире . События начались в конце 2010 года и переросли в арабскую зиму 2014 года.
- Арабская зима — это жестокая массовая реакция после арабской весны, характеризующаяся возрождающимся авторитаризмом, диктатурой и исламским экстремизмом на Ближнем Востоке с 2014 года.
- Конец 2019—2020 годов знаменует собой значительную волну спонтанных народных протестных движений, поднимающихся в Гонконге, Каталонии, Ливане, Чили, Алжире, Боливии, Гаити, Ираке, Эквадоре, Черногории, Сербии, Индонезии, Албании, Судане, Венесуэле, США, Нигерия, Аргентина и Движение желтых жилетов в разных странах Европы. Причины разнообразны: от коррупции, жесткой экономии, фальсификации выборов, неравенства, отступления от демократии и возрождения тоталитаризма. Центральная тема — экономическое равенство и широко распространенное недовольство экономической и политической элитой, которую иногда называют глобальной элитой или неолиберальной капиталистической идеологией.

## Возможные революционные волны
Марк Кац теоретизирует, что буддизм (в Шри-Ланке, Таиланде, Индокитае, Бирме, Тибете) и конфуцианство (чтобы заменить марксизм в Китае и способствовать единству с китайцами в Тайване, Гонконге, Сингапуре, Малайзии) могут стать революционными волнами будущего. В прошлом эти религии пассивно подчинялись светской власти; но до недавнего времени таким был и ислам.
Кац также предполагает, что национализм, такой как пантуранизм (в Турции, Центральной Азии, Синьцзяне, некоторых частях России), «пан-коренной американизм» (в Эквадоре, Перу, Боливии, Парагвае) и панславизм (в России, Украине, Беларусь) также могли сформировать революционные волны.